# الحجة من القياس
الحجة من القياس هي نوع خاص من الحجة الاستقرائية إذ يتم استخدام أوجه التشابه المتصورة كأساس لاستنتاج بعض التشابه الذي لم يتم ملاحظته بعد. التفكير المنطقي هو أحد الأساليب الأكثر شيوعًا التي يحاول بها البشر فهم العالم واتخاذ القرارات. عندما يكون لدى الشخص تجربة سيئة مع منتج ويقرر عدم شراء أي شيء آخر من المنتج فغالباً ما يكون هذا هو السبب في التفكير المنطقي. كما أنه ضمني في الكثير من العلوم. على سبيل المثال، عادة ما تستمر التجارب على الفئران المختبرية على أساس أن بعض أوجه التشابه الفيزيولوجية بين الفئران والبشر تستلزم مزيداً من التشابه (مثل التفاعلات المحتملة للدواء).

## الهيكل
تتضمن عملية الاستدلال التماثلي الإشارة إلى الخواص المشتركة لأمرين أو أكثر ومن هذا الأساس استنتاج أنها تشترك أيضًا في بعض الخصائص الإضافية. يمكن تعميم الهيكل أو النموذج على هذا النحو:
P و Q متشابهة فيما يتعلق بالخصائص a و b و c.
وقد لوحظ أن P لها خاصية أخرى X.
لذلك فربما تحتوي على الخاصية x أيضًا.
لا تؤكد الحجة أن الأمران كبيران أو ضخمان ولكنهما متشابهان. قد توفر لنا الحجة أدلة جيدة على الاستنتاج لكن النتيجة لا تتبع كمسألة ضرورة منطقية. يتطلب تحديد قوة الوسيطة أن نأخذ في الاعتبار أكثر من مجرد النموذج: يجب أن يخضع المحتوى أيضاً للتدقيق.

## تحليل الحجج من القياس

### قوة التشبيه
هناك عدة عوامل تؤثر على قوة الحجة من القياس:
أهمية (الإيجابية أو السلبية) أوجه التشابه المعروفة للتشابه المستنتج في الاستدلال.
درجة التشابه (أو الاختلاف) ذو الصلة بين الكائنين.
مقدار وتنوع الحالات التي تشكل أساس التشابه.

### الحجج المضادة
يمكن مهاجمة الحجج الناتجة عن التشبيه باستخدام التشبيه المضاد والإشارة إلى النتائج غير المقصود لتشبيه. من أجل فهم كيف يمكن للمرء أن يذهب نحو تحليل حجة من القياس فكر في الحجة الغائية وانتقادات هذه الحجة التي طرحها الفيلسوف ديفيد هيوم.
وفقًا للتفكير التماثلي في الحجة الغائية سيكون من السخف افتراض أن شيء معقد مثل الساعة يحدث من خلال عملية عشوائية. بما أننا لا نواجه أي مشكلة على الإطلاق في استنتاج أن مثل هذه الأشياء يجب أن يكون لها مصمم ذكي قام بإنشائه لبعض الأغراض فيجب أن نستخلص نفس النتيجة لكائن آخر معقد ومصمم على ما يبدو: الكون.
جادل هيوم بأن الكون والساعة لديها العديد من الاختلافات ذات الصلة على سبيل المثال، يكون الكون غالبًا غير منظم وعشوائي. هذه هي إستراتيجية «الانحراف»: تمامًا كما يقوي مقدار وتنوع أوجه التشابه ذات الصلة بين كائنين استنتاجاً مشابهاً وكذلك تضعف كمية الاختلافات ذات الصلة وتنوعها. جادل هيوم بأنه عند إنشاء «تشبيه مضاد» فإن بعض الكائنات الطبيعية تظهر بأنها ذات نظام وتعقيد مثل الثلج على سبيل المثال ولكنها ليست نتيجة اتجاه ذكي. ولكن بما أن نظام وتعقيد الثلج قد لا يكون له أي اتجاه فإن أسباب هذا النظام والتعقيد قد يكون لها اتجاه. لذا فقد يكون هذا مثال على الدحض من خلال طرح تساؤل. يوفر هيوم أخيراً العديد من «العواقب غير المقصودة» المحتملة للحجة، على سبيل المثال نظراً لأن الأشياء مثل الساعات غالباً ما تكون ناتجة عن عمل مجموعات من الأفراد فإن المنطق المستخدم في الحجة الغائية يبدو أنه يدعم تعدد الخالقين.

## القياس الزائف
القياس الزائف هو مثال خاطئ للحجة من التشبيه.
تضعف حجة التشبيه إذا كانت غير كافية في أي من النواحي المذكورة أعلاه. يأتي مصطلح «القياس الزائف» من الفيلسوف جون ستيوارت ميل الذي كان من أوائل الأفراد الذين شاركوا في دراسة مفصلة للتفكير التماثلي. تضمنت إحدى الأمثلة التي قام بها ميل استنتاج مفاده أن شخصاً ما كان كسلانَ بسبب ملاحظة أن أخوه أو أخته كسالى. وفقاً لميل فإن مشاركة الوالدين ليست متعلقة إلى هذا الحد بالتطبع بالكسل.

### أمثلة
مثال أساسي: «يشبه نموذج النظام الشمسي نموذج الذرة حيث تدور الكواكب حول الشمس مثل الإلكترونات التي تدور حول النواة. يمكن للإلكترونات القفز من المدار إلى المدار لذلك يجب علينا دراسة السجلات القديمة لمشاهدة الكواكب التي تقفز من المدار إلى المدار.»